# 마시야마 마사카타

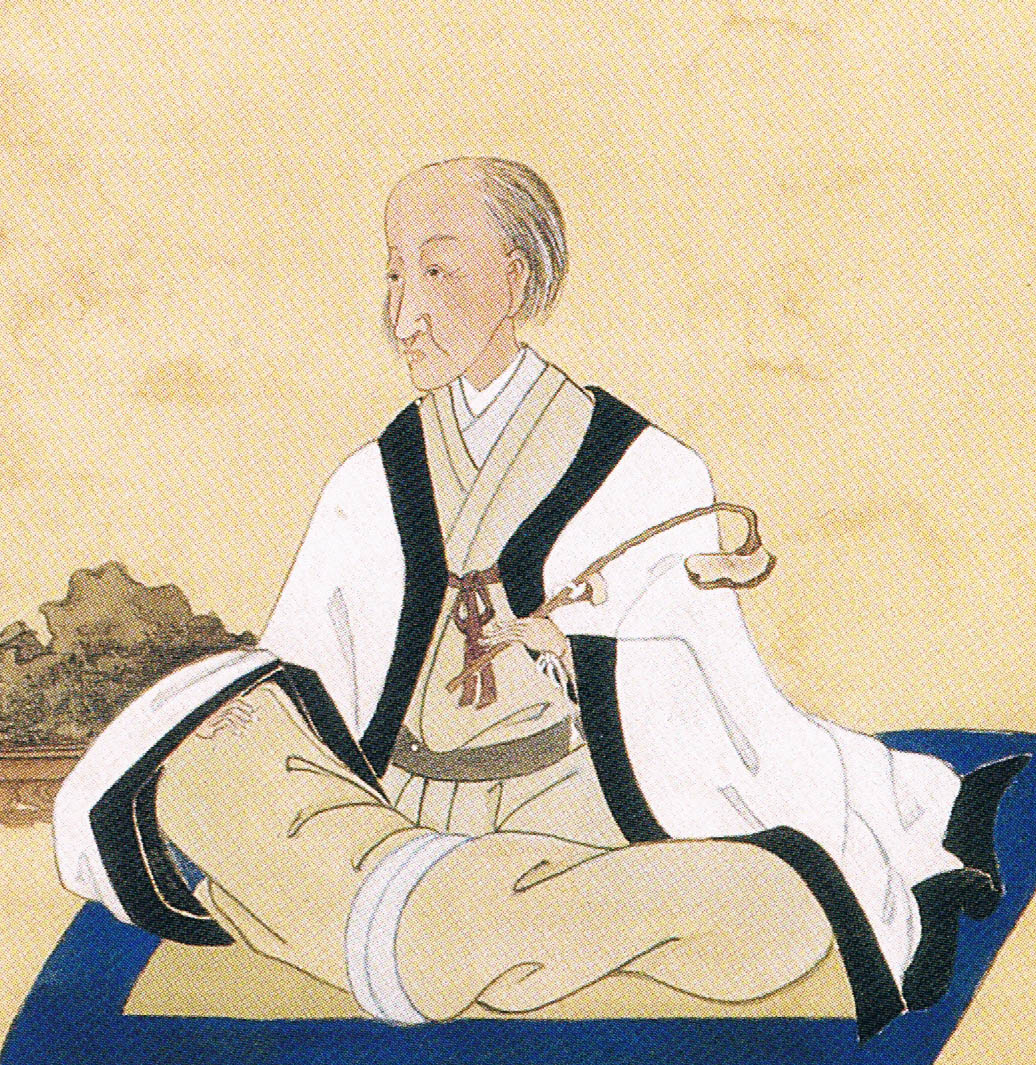
마시야마 셋사이 마사카타

마시야마 마사카타(増山正賢)는 에도 시대 중기부터 후기까지의 다이묘이다. 이세 나가시마번 제5대 번주를 지냈다. 나가시마 번 마시야마가 제6대 당주. 다수의 서화(書画)를 많이 남긴 문인 다이묘(文人大名)로 유명하며 산수화 및 화조화를 잘 그렸고 바둑 및 다도에 재능이 있다고 알려졌다. 호는 셋사이(雪斎) 등이 있다.
나가시마 번 선대 번주 마시야마 마사요시의 장남으로 태어났다.